# Willkommen daheim
Willkommen daheim ist ein deutscher Liebesfilm aus dem Jahre 2005.

## Handlung
Felicitas Büchner, genannt Fee, lebt in Berlin, ist Physiotherapeutin und hat seit zwei Jahren eine Beziehung mit dem verheirateten Orthopäden Dr. Wolfgang Schlegel. Sie will mit ihm eine Praxis eröffnen. Von ihrem Lieblingsonkel erbt sie in Bayern einen Bauernhof und hofft mit dessen Verkauf die Praxis zu finanzieren. Da Luise, die Haushälterin ihres Onkels, lebenslanges Wohnrecht auf dem Hof besitzt und er unter Denkmalschutz steht, gestaltet sich der Verkauf etwas schwierig. Stadtrat Ebert zündet den Hof an, um den Verkauf zu beschleunigen. Bei all den Problemen hilft ihr Valentin, der örtliche Tierarzt. Als Wolfgang sich von seiner Frau trennt, kehrt Fee nach Berlin zurück. Da es sich aber nicht richtig anfühlt, lässt sie sich von Valentin nach Bayern zurückbringen und will dort eine Praxis eröffnen.

## Produktion
Der Film wurde in Berlin und Tirol gedreht.

## Kritik
„Kein neues Lebensgefühl auf der Wiesn!“